# Großer Preis von Abu Dhabi 2013
Der Große Preis von Abu Dhabi 2013 (offiziell 2013 Formula 1 Etihad Airways Abu Dhabi Grand Prix) fand am 3. November auf dem Yas Marina Circuit auf der Yas-Insel statt und war das 17. Rennen der Formel-1-Weltmeisterschaft 2013.

## Berichte

### Hintergrund
Nach dem Großen Preis von Indien führte Sebastian Vettel in der Fahrerwertung mit 115 Punkten vor Fernando Alonso und mit 139 Punkten vor Kimi Räikkönen. In der Konstrukteurswertung führte Red Bull-Renault mit 157 Punkten vor Mercedes und mit 161 Punkten  vor Ferrari. Vettel und Red Bull-Renault standen bereits vorzeitig als Weltmeister fest.
Beim Großen Preis von Abu Dhabi stellte Pirelli den Fahrern die Reifenmischungen P Zero Medium (weiß) und P Zero Soft (gelb) sowie für Nässe Cinturato Intermediates (grün) und Cinturato Full-Wets (blau) zur Verfügung.
Lotus setzte bei diesem Grand Prix zwei verschiedene Spezifikationen des Lotus E21 ein. Romain Grosjean fuhr die Variante mit längerem Radstand, die in den vorigen Rennen von beiden Piloten verwendet wurde, Räikkönen nutzte die Version mit kürzerem Radstand, die zu Saisonbeginn zum Einsatz gekommen war.
Mit Vettel (zweimal), Lewis Hamilton und Räikkönen (jeweils einmal) traten alle ehemaligen Sieger zu diesem Grand Prix an.
Als Rennkommissare fungierten Khaled Bin Shaiban (ARE), Martin Donnelly (GBR), Tim Mayer (USA) und Lars Österlind (SWE).
Während des Rennens war eine partielle Sonnenfinsternis zu beobachten.

### Training
Im ersten freien Training war Grosjean der schnellste Pilot vor Hamilton und Vettel. In diesem Training übernahm James Calado den Force India von Adrian Sutil, Heikki Kovalainen den Caterham von Giedo van der Garde und Rodolfo González den Marussia von Max Chilton.
Im zweiten freien Training übernahm Vettel die Führung vor Mark Webber und Hamilton. Mehrere Piloten hatten Probleme mit ihren Bremssystemen.
Im dritten freien Training blieben die ersten drei Positionen unverändert. Bei einem Unfall in der ersten Kurve beschädigte sich Jules Bianchi sein Fahrzeug so stark, dass das Getriebe gewechselt werden musste, sodass er in der Startaufstellung nach hinten versetzt wurde.

### Qualifying
Im ersten Abschnitt des Qualifyings erzielte Hamilton die Bestzeit. Zwischen dem Zweiten und Achtzehnten lag weniger als eine Sekunde Abstand. Die Marussia- und Caterham-Piloten sowie Adrian Sutil und Esteban Gutiérrez schieden aus. Im zweiten Segment ging Rosberg in Führung. Die Williams-Piloten sowie Jean-Éric Vergne, Jenson Button, Paul di Resta und Alonso schieden aus. Im finalen Abschnitt setzte Webber die schnellste Zeit und erzielte die Pole-Position vor Vettel und Rosberg.
Nach dem Qualifying wurde bei der technischen Kontrolle an Räikkönens Lotus ein nicht regelkonformer Unterboden festgestellt, sodass er aus der Wertung ausgeschlossen wurde. Lotus gab an, dass der Unterboden bei einem Kontakt mit einem Randstein beschädigt worden war. Dies konnte jedoch nicht bewiesen werden. Räikkönen wurde erlaubt, zum Rennen zu starten.

### Rennen
Das Rennen begann damit, dass Vettel als Zweiter in der Startaufstellung Webber in der ersten Kurve überholte und dann bis zur Zielflagge in Führung lag. Nico Rosberg rückte auf den zweiten Platz vor, während Räikkönen, der vom Ende der Startaufstellung startete, sich nach einer Berührung mit van der Garde die Radaufhängung vorne rechts brach, was dazu führte, dass Räikkönen das Rennen aufgab.
Der Deutsche Nico Hülkenberg erhielt eine Durchfahrtsstrafe wegen Unsafe Release. Romain Grosjean rückte nach dem Start vom sechsten auf den vierten Platz vor. In der ersten Rennhälfte führte Felipe Massa seinen Teamkollegen Alonso an, wurde jedoch in der späteren Rennphase von Alonso überholt. Nach Alonsos zweitem Boxenstopp kam er aus der Boxengasse und umrundete Vergne. Dabei kam er mit allen vier Rädern von der Rennstrecke ab, was dazu führte, dass Massa die Strecke verlassen musste.
Alonso zog sich während des Rennens leichte Rückenverletzungen zu, nachdem er neben der Strecke über die Randsteine gefahren war.
Vettel gewann das Rennen vor seinem Teamkollegen Webber und Rosberg. Vettel führte das Rennen durchgängig an und kam mit über 30 Sekunden Vorsprung ins Ziel. 

## Meldeliste
| Team                          | Nr. | Fahrer              | Chassis           | Motor                | Reifen |
| ----------------------------- | --- | ------------------- | ----------------- | -------------------- | ------ |
| Infiniti Red Bull Racing      | 01  | Sebastian Vettel    | Red Bull RB9      | Renault 2.4 V8       | P      |
| Infiniti Red Bull Racing      | 02  | Mark Webber         | Red Bull RB9      | Renault 2.4 V8       | P      |
| Scuderia Ferrari              | 03  | Fernando Alonso     | Ferrari F138      | Ferrari 2.4 V8       | P      |
| Scuderia Ferrari              | 04  | Felipe Massa        | Ferrari F138      | Ferrari 2.4 V8       | P      |
| Vodafone McLaren Mercedes     | 05  | Jenson Button       | McLaren MP4-28    | Mercedes-Benz 2.4 V8 | P      |
| Vodafone McLaren Mercedes     | 06  | Sergio Pérez        | McLaren MP4-28    | Mercedes-Benz 2.4 V8 | P      |
| Lotus F1 Team                 | 07  | Kimi Räikkönen      | Lotus E21         | Renault 2.4 V8       | P      |
| Lotus F1 Team                 | 08  | Romain Grosjean     | Lotus E21         | Renault 2.4 V8       | P      |
| Mercedes AMG Petronas F1 Team | 09  | Nico Rosberg        | Mercedes F1 W04   | Mercedes-Benz 2.4 V8 | P      |
| Mercedes AMG Petronas F1 Team | 10  | Lewis Hamilton      | Mercedes F1 W04   | Mercedes-Benz 2.4 V8 | P      |
| Sauber F1 Team                | 11  | Nico Hülkenberg     | Sauber C32        | Ferrari 2.4 V8       | P      |
| Sauber F1 Team                | 12  | Esteban Gutiérrez   | Sauber C32        | Ferrari 2.4 V8       | P      |
| Sahara Force India F1 Team    | 14  | Paul di Resta       | Force India VJM06 | Mercedes-Benz 2.4 V8 | P      |
| Sahara Force India F1 Team    | 15  | James Calado        | Force India VJM06 | Mercedes-Benz 2.4 V8 | P      |
| Sahara Force India F1 Team    | 15  | Adrian Sutil        | Force India VJM06 | Mercedes-Benz 2.4 V8 | P      |
| Williams F1 Team              | 16  | Pastor Maldonado    | Williams FW35     | Renault 2.4 V8       | P      |
| Williams F1 Team              | 17  | Valtteri Bottas     | Williams FW35     | Renault 2.4 V8       | P      |
| Scuderia Toro Rosso           | 18  | Jean-Éric Vergne    | Toro Rosso STR8   | Ferrari 2.4 V8       | P      |
| Scuderia Toro Rosso           | 19  | Daniel Ricciardo    | Toro Rosso STR8   | Ferrari 2.4 V8       | P      |
| Caterham F1 Team              | 20  | Charles Pic         | Caterham CT03     | Renault 2.4 V8       | P      |
| Caterham F1 Team              | 21  | Heikki Kovalainen   | Caterham CT03     | Renault 2.4 V8       | P      |
| Caterham F1 Team              | 21  | Giedo van der Garde | Caterham CT03     | Renault 2.4 V8       | P      |
| Marussia F1 Team              | 22  | Jules Bianchi       | Marussia MR02     | Cosworth 2.4 V8      | P      |
| Marussia F1 Team              | 23  | Rodolfo González    | Marussia MR02     | Cosworth 2.4 V8      | P      |
| Marussia F1 Team              | 23  | Max Chilton         | Marussia MR02     | Cosworth 2.4 V8      | P      |

Anmerkungen
1. 1 2  Calado fuhr den Force India mit der Nummer 15 im ersten freien Training. Sutil übernahm das Fahrzeug anschließend für das restliche Rennwochenende.
2. 1 2  Kovalainen fuhr den Caterham mit der Nummer 21 im ersten freien Training. Van der Garde übernahm das Fahrzeug anschließend für das restliche Rennwochenende.
3. 1 2  González fuhr den Marussia mit der Nummer 23 im ersten freien Training. Chilton übernahm das Fahrzeug anschließend für das restliche Rennwochenende.

## Klassifikationen

### Qualifying
| Pos.                                                                      | Fahrer              | Konstrukteur         | Q1       | Q2       | Q3       | Start |
| ------------------------------------------------------------------------- | ------------------- | -------------------- | -------- | -------- | -------- | ----- |
| 01                                                                        | Mark Webber         | Red Bull-Renault     | 1:41,568 | 1:40,575 | 1:39,957 | 01    |
| 02                                                                        | Sebastian Vettel    | Red Bull-Renault     | 1:41,683 | 1:40,781 | 1:40,075 | 02    |
| 03                                                                        | Nico Rosberg        | Mercedes             | 1:41,420 | 1:40,473 | 1:40,419 | 03    |
| 04                                                                        | Lewis Hamilton      | Mercedes             | 1:40,693 | 1:40,477 | 1:40,501 | 04    |
| 05                                                                        | Nico Hülkenberg     | Sauber-Ferrari       | 1:41,631 | 1:40,931 | 1:40,576 | 05    |
| 06                                                                        | Romain Grosjean     | Lotus-Renault        | 1:41,447 | 1:40,948 | 1:40,997 | 06    |
| 07                                                                        | Felipe Massa        | Ferrari              | 1:41,254 | 1:40,989 | 1:41,015 | 07    |
| 08                                                                        | Sergio Pérez        | McLaren-Mercedes     | 1:41,687 | 1:40,812 | 1:41,068 | 08    |
| 09                                                                        | Daniel Ricciardo    | Toro Rosso-Ferrari   | 1:41,884 | 1:40,852 | 1:41,111 | 09    |
| 10                                                                        | Fernando Alonso     | Ferrari              | 1:41,397 | 1:41,093 | –        | 10    |
| 11                                                                        | Paul di Resta       | Force India-Mercedes | 1:41,676 | 1:41,133 | –        | 11    |
| 12                                                                        | Jenson Button       | McLaren-Mercedes     | 1:41,817 | 1:41,200 | –        | 12    |
| 13                                                                        | Jean-Éric Vergne    | Toro Rosso-Ferrari   | 1:41,692 | 1:41,279 | –        | 13    |
| 14                                                                        | Pastor Maldonado    | Williams-Renault     | 1:41,365 | 1:41,395 | –        | 14    |
| 15                                                                        | Valtteri Bottas     | Williams-Renault     | 1:41,862 | 1:41,447 | –        | 15    |
| 16                                                                        | Esteban Gutiérrez   | Sauber-Ferrari       | 1:41,999 | –        | –        | 16    |
| 17                                                                        | Adrian Sutil        | Force India-Mercedes | 1:42,051 | –        | –        | 17    |
| 18                                                                        | Giedo van der Garde | Caterham-Renault     | 1:43,252 | –        | –        | 18    |
| 19                                                                        | Jules Bianchi       | Marussia-Cosworth    | 1:43,398 | –        | –        | 21    |
| 20                                                                        | Charles Pic         | Caterham-Renault     | 1:43,528 | –        | –        | 19    |
| 21                                                                        | Max Chilton         | Marussia-Cosworth    | 1:44,198 | –        | –        | 20    |
| 107-Prozent-Zeit: 1:47,741 min (bezogen auf Q1-Bestzeit von 1:40,693 min) |                     |                      |          |          |          |       |
| DSQ                                                                       | Kimi Räikkönen      | Lotus-Renault        | 1:41,276 | 1:40,971 | 1:40,542 | 22    |

Anmerkungen
1. ↑  Bianchi wurde aufgrund eines Getriebewechsels um fünf Positionen nach hinten versetzt.
2. ↑  Räikkönen wurde aufgrund eines nicht regelkonformen Unterbodens aus der Wertung ausgeschlossen. Ihm wurde erlaubt, zum Rennen zu starten.

### Rennen
| Pos. | Fahrer              | Konstrukteur         | Runden | Stopps | Zeit        | Start | Schnellste Runde |
| ---- | ------------------- | -------------------- | ------ | ------ | ----------- | ----- | ---------------- |
| 01   | Sebastian Vettel    | Red Bull-Renault     | 55     | 2      | 1:38:06,106 | 02    | 1:43,893 (51.)   |
| 02   | Mark Webber         | Red Bull-Renault     | 55     | 2      | + 30,829    | 01    | 1:44,364 (49.)   |
| 03   | Nico Rosberg        | Mercedes             | 55     | 2      | + 33,650    | 03    | 1:44,458 (51.)   |
| 04   | Romain Grosjean     | Lotus-Renault        | 55     | 2      | + 34,802    | 06    | 1:44,301 (54.)   |
| 05   | Fernando Alonso     | Ferrari              | 55     | 2      | + 1:07,181  | 10    | 1:43,434 (55.)   |
| 06   | Paul di Resta       | Force India-Mercedes | 55     | 1      | + 1:18,174  | 11    | 1:45,786 (55.)   |
| 07   | Lewis Hamilton      | Mercedes             | 55     | 2      | + 1:19,267  | 04    | 1:45,463 (47.)   |
| 08   | Felipe Massa        | Ferrari              | 55     | 2      | + 1:22,886  | 07    | 1:45,447 (52.)   |
| 09   | Sergio Pérez        | McLaren-Mercedes     | 55     | 2      | + 1:31,198  | 08    | 1:45,435 (51.)   |
| 10   | Adrian Sutil        | Force India-Mercedes | 55     | 1      | + 1:33,257  | 17    | 1:45,609 (48.)   |
| 11   | Pastor Maldonado    | Williams-Renault     | 55     | 2      | + 1:35,989  | 14    | 1:45,530 (55.)   |
| 12   | Jenson Button       | McLaren-Mercedes     | 55     | 2      | + 1:43,767  | 12    | 1:46,336 (43.)   |
| 13   | Esteban Gutiérrez   | Sauber-Ferrari       | 55     | 2      | + 1:44,295  | 16    | 1:45,974 (43.)   |
| 14   | Nico Hülkenberg     | Sauber-Ferrari       | 54     | 3      | + 1 Runde   | 05    | 1:45,570 (52.)   |
| 15   | Valtteri Bottas     | Williams-Renault     | 54     | 2      | + 1 Runde   | 15    | 1:44,351 (54.)   |
| 16   | Daniel Ricciardo    | Toro Rosso-Ferrari   | 54     | 2      | + 1 Runde   | 09    | 1:46,042 (46.)   |
| 17   | Jean-Éric Vergne    | Toro Rosso-Ferrari   | 54     | 2      | + 1 Runde   | 13    | 1:44,517 (53.)   |
| 18   | Giedo van der Garde | Caterham-Renault     | 54     | 2      | + 1 Runde   | 18    | 1:46,592 (48.)   |
| 19   | Charles Pic         | Caterham-Renault     | 54     | 2      | + 1 Runde   | 19    | 1:46,432 (50.)   |
| 20   | Jules Bianchi       | Marussia-Cosworth    | 53     | 2      | + 2 Runden  | 21    | 1:47,619 (52.)   |
| 21   | Max Chilton         | Marussia-Cosworth    | 53     | 2      | + 2 Runden  | 20    | 1:47,707 (52.)   |
| –    | Kimi Räikkönen      | Lotus-Renault        | 0      | 0      | DNF         | 22    | –                |

## WM-Stände nach dem Rennen
Die ersten zehn des Rennens bekamen 25, 18, 15, 12, 10, 8, 6, 4, 2 bzw. 1 Punkt(e).

### Fahrerwertung
| Pos. | Fahrer           | Konstrukteur         | Punkte |
| ---- | ---------------- | -------------------- | ------ |
| 01   | Sebastian Vettel | Red Bull-Renault     | 347    |
| 02   | Fernando Alonso  | Ferrari              | 217    |
| 03   | Kimi Räikkönen   | Lotus-Renault        | 183    |
| 04   | Lewis Hamilton   | Mercedes             | 175    |
| 05   | Mark Webber      | Red Bull-Renault     | 166    |
| 06   | Nico Rosberg     | Mercedes             | 159    |
| 07   | Romain Grosjean  | Lotus-Renault        | 114    |
| 08   | Felipe Massa     | Ferrari              | 106    |
| 09   | Jenson Button    | McLaren-Mercedes     | 60     |
| 10   | Paul di Resta    | Force India-Mercedes | 48     |
| 11   | Nico Hülkenberg  | Sauber-Ferrari       | 39     |

| Pos. | Fahrer              | Konstrukteur         | Punkte |
| ---- | ------------------- | -------------------- | ------ |
| 12   | Sergio Pérez        | McLaren-Mercedes     | 35     |
| 13   | Adrian Sutil        | Force India-Mercedes | 29     |
| 14   | Daniel Ricciardo    | Toro Rosso-Ferrari   | 19     |
| 15   | Jean-Éric Vergne    | Toro Rosso-Ferrari   | 13     |
| 16   | Esteban Gutiérrez   | Sauber-Ferrari       | 6      |
| 17   | Pastor Maldonado    | Williams-Renault     | 1      |
| 18   | Valtteri Bottas     | Williams-Renault     | 0      |
| 19   | Jules Bianchi       | Marussia-Cosworth    | 0      |
| 20   | Charles Pic         | Caterham-Renault     | 0      |
| 21   | Giedo van der Garde | Caterham-Renault     | 0      |
| 22   | Max Chilton         | Marussia-Cosworth    | 0      |

### Konstrukteurswertung
| Pos. | Konstrukteur         | Punkte |
| ---- | -------------------- | ------ |
| 01   | Red Bull-Renault     | 513    |
| 02   | Mercedes             | 334    |
| 03   | Ferrari              | 323    |
| 04   | Lotus-Renault        | 297    |
| 05   | McLaren-Mercedes     | 95     |
| 06   | Force India-Mercedes | 77     |

| Pos. | Konstrukteur       | Punkte |
| ---- | ------------------ | ------ |
| 07   | Sauber-Ferrari     | 45     |
| 08   | Toro Rosso-Ferrari | 32     |
| 09   | Williams-Renault   | 1      |
| 10   | Marussia-Cosworth  | 0      |
| 11   | Caterham-Renault   | 0      |